# MACV-SOG

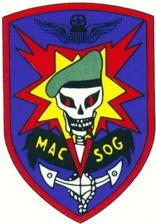
Einheitsemblem (inoffiziell) des MACV-SOG. Es zeigt den Totenkopf mit dem grünen Barett und die Flügel für Luftlande- und luftunterstützende Operationen sowie den Anker für maritime Operationsfähigkeit.

Die Military Assistance Command, Vietnam – Studies and Observation Group (MACV-SOG) war eine Spezialeinsatztruppe für unkonventionelle Kriegführung. Sie war während des Vietnamkrieges bei streng geheimen Operationen in ganz Südostasien im Einsatz, dem Military Assistance Command, Vietnam unterstellt und bestand von 1964 bis zum 1. Mai 1972. 

## Vorgeschichte
Bereits seit 1957 fanden US-Spezialoperationen zur Ausbildung irregulärer Kräfte in Vietnam statt. Das 14th Special Forces Detachment der US-Armee war ab 1957 im Land und trainierte im Nha Trang Commando Training Center Spezialkräfte der südvietnamesischen Armee, die sogenannten Luc-Luong-Dac-Biet. An der Grenze zu Laos und Kambodscha unterrichteten Green Berets lokale Milizen lokaler Minderheiten im Guerillakampf. Sie dehnten langsam ihren Einflussbereich in immer größer werdenden Kreisen aus, überwachten die Infiltrationswege der Kommunisten nach Laos und Kambodscha und überfielen die Nachschubkolonnen aus dem Hinterhalt. 1963 übergab die CIA die Kontrolle über das CIDG an das Military Assistance Programm Vietnam.

## Organisation und Auftrag
Die Einheit setzte sich aus Komponenten der US Army Special Forces (Green Berets), vor allem der 1., 5., und 7. Special Forces Group, sowie der US Air Force Combat Controllers und US Navy SEALs, Südvietnamesische Luc-Luong-Dac-Biet, CIDG, Nung Söldnern und Vietcong Überläufern zusammen.
Das Personal wurde durch das Special Operations Augmentation (SOA) ausgesucht und zum MACV-SOG überstellt. Hauptauftrag war die Durchführung geheimer Ausbildungs-, Stoßtrupp- (direct action) und Aufklärungsmissionen. Es wird geschätzt, dass es ca. 73 Recon Teams der MACV-SOG hinter feindlichen Linien gab.
Die ersten HALO-Fallschirmspringereinsätze unter Gefechtsbedingungen wurden von der MACV-SOG durchgeführt. 
Aufgrund der Dauer ihrer Missionen, die sie oft auch jenseits der Grenzen Südvietnams nach Laos, Nordvietnam oder Kambodscha führten, wurden ihre Missionen oft Shining Brass oder Prairie Dog genannt.
Die höchste militärische Auszeichnung der USA, die Medal of Honor, wurde innerhalb des MACV-SOG zehn Mal verliehen.

## Struktur
Die MACV-SOG setzte sich aus drei Hauptgruppen nach territorialer Aufteilung sowie einer Sondergruppe zusammen:

### Command and Control North (CCN)
Eingesetzt in Da Nang von November 1967 bis März 1971.
„Command and Control North“ (CCN) wurde von MACV-SOG 1967 als eine Vergrößerung der „Da Nang Forward Observations Base“ (FOB) gegründet. CCN war das größte der drei MACV-SOG-Feldkommandos und wurde von einem Lieutenant Colonel geführt. Ihre Hauptaufgabe bestand in der Ausführung von geheimen Missionen jenseits der Grenze nach Laos und Nordvietnam.
Die ersten Missionen wurden im Februar 1964 ausgeführt. Zum damaligen Zeitpunkt wurden US-amerikanisch geführte Einheimische des Stammes der Nung als Reaktionseinheit eingesetzt, um größere Kampfaktionen durchzuführen. CCN arbeitete dabei oft mit den von der CIA trainierten Einheimischen des Stammes der Gen zusammen. 1971 wurden die Missionen in Laos unter dem Codenamen Phu Dung gestellt.

### Command and Control Central (CCC)
Eingesetzt in Kontum von November 1967 bis März 1971.
Das „Command and Control Central“ (CCC) wurde ebenfalls 1967 gegründet – als Vergrößerung der „Kontum Forward Observation Base“. CCC hatte den gleichen Aktionsraum für Geheimoperationen. Aufgrund seiner flexiblen Struktur war es universell einsetzbar.
Die Aufklärungsteams des CCC bestanden meist aus drei Soldaten der US Army Special Forces und 9 Einheimischen. Diese wurden besonders wegen ihrer Kenntnisse des Dschungels und ihrer Härte geachtet. Meist wurden sie für Aufklärungsmissionen oder zum Einweisen von Luftangriffen eingesetzt. Die sogenannten Hatchet Forces waren stärkere Trupps, bestehend aus fünf Soldaten und 30 Einheimischen und konnten größere Missionen ausführen.

### Command and Control South (CCS)
Eingesetzt in Ban Me Thuot von November 1967 bis März 1971.
„Command and Control South“ (CCS) wurde gegründet, als die Erlaubnis für Einsätze hinter den Grenzen von Kambodscha gegeben wurde. Es wurde zuerst von einem Major, später von einem Lieutenant Colonel kommandiert. Meist wurden auch CCS in geheimen Aktionen hinter den Grenzen eingesetzt.

### Project DELTA
Project DELTA war eine kleine Einheit innerhalb des MACV-SOG, direkt ihrem Kommandeur unterstellt und für das gesamte Operationsgebiet zuständig. Sie wurde für die wichtigsten und gefährlichsten Aufträge eingesetzt und hatte eine Verlustquote von über 60 %.
Zum Aufgabengebiet gehörte u. a. Aufklärung strategischer Ziele für Bombardements, Gefangennahme und Verhöre von Personal der gegnerischen Vietcong und NVA und Anschläge gegen diese, Störung der Kommunikation im Feindgebiet und Rettungsmissionen.
Die Operationen von DELTA wurden am 30. Juni 1970 eingestellt.
Der spätere Vorsitzende der Vereinigten Stabschefs, General Henry H. Shelton, diente als junger Captain in dieser Truppe.